# Denver Broncos 1978
La stagione 1978 dei Denver Broncos è stata la 9ª della franchigia nella National Football League, la 19ª complessiva e la seconda con Red Miller come capo-allenatore. La squadra concluse al primo posto nella AFC West, raggiungendo i playoff per il secondo anno consecutivo.  Nello staff degli allenatori del 1978 vi fu la presenza del ventiseienne assistente degli special team e della difesa Bill Belichick. Questi in seguito vinse due Super Bowl come coordinatore difensivo dei New York Giants nel 1986 e 1990 e sei come capo-allenatore dei New England Patriots nel 2001, 2003, 2004, 2014, 2016 e 2018.

## Calendario

### Stagione regolare
| Stagione regolare |                       |               |                                 |        |
| Turno             | Avversario            | Risultato     | Stadio                          | Record |
| 1                 | Oakland Raiders       | V 14–6        | Mile High Stadium               | 1–0    |
| 2                 | at Minnesota Vikings  | S 9–12 (DTS)  | Metropolitan Stadium            | 1–1    |
| 3                 | San Diego Chargers    | V 27–14       | Mile High Stadium               | 2–1    |
| 4                 | at Kansas City Chiefs | V 23–17 (DTS) | Arrowhead Stadium               | 3–1    |
| 5                 | Seattle Seahawks      | V 28–7        | Mile High Stadium               | 4–1    |
| 6                 | at San Diego Chargers | S 0–23        | San Diego Stadium               | 4–2    |
| 7                 | Chicago Bears         | V 16–7        | Mile High Stadium               | 5–2    |
| 8                 | at Baltimore Colts    | S 6–7         | Memorial Stadium                | 5–3    |
| 9                 | at Seattle Seahawks   | V 20–17 (DTS) | Kingdome                        | 6–3    |
| 10                | New York Jets         | S 28–31       | Mile High Stadium               | 6–4    |
| 11                | at Cleveland Browns   | V 19–7        | Cleveland Stadium               | 7–4    |
| 12                | Green Bay Packers     | V 16–3        | Mile High Stadium               | 8–4    |
| 13                | at Detroit Lions      | S 14–17       | Pontiac Silverdome              | 8–5    |
| 14                | at Oakland Raiders    | V 21–6        | Oakland–Alameda County Coliseum | 9–5    |
| 15                | Kansas City Chiefs    | V 24–3        | Mile High Stadium               | 10–5   |
| 16                | Pittsburgh Steelers   | S 17–24       | Mile High Stadium               | 10–6   |

### Playoff
| Playoff          |                        |           |                      |
| Giro             | Avversario             | Risultato | Stadio               |
| Divisional round | at Pittsburgh Steelers | S 10–33   | Three Rivers Stadium |

## Classifiche
| AFC West           | AFC West | AFC West | AFC West | AFC West | AFC West | AFC West | AFC West | AFC West | AFC West |
|                    | V        | S        | P        | %        | DIV      | CONF     | PF       | PS       | Str.     |
| ------------------ | -------- | -------- | -------- | -------- | -------- | -------- | -------- | -------- | -------- |
| Denver Broncos(3)  | 10       | 6        | 0        | .625     | 7–1      | 8–4      | 282      | 198      | S1       |
| Seattle Seahawks   | 9        | 7        | 0        | .563     | 4–4      | 6–6      | 345      | 358      | V1       |
| Oakland Raiders    | 9        | 7        | 0        | .563     | 3–5      | 5–7      | 311      | 283      | V1       |
| San Diego Chargers | 9        | 7        | 0        | .563     | 5–3      | 7–5      | 355      | 309      | V3       |
| Kansas City Chiefs | 4        | 12       | 0        | .250     | 1–7      | 4–10     | 243      | 327      | S2       |

## Premi
- Randy Gradishar:

miglior difensore dell'anno della NFL